# Cesare Siepi
Cesare Siepi (Milaan, 10 februari 1923 - Atlanta, 5 juli 2010) was een Italiaans operazanger (bas).
Als autodidact debuteerde Cesare Siepi in 1941 te Schio, alvorens naar Zwitserland te vluchten om aan dienst in het leger van Benito Mussolini te ontkomen. Van 1945 tot bij het einde van zijn carrière in 1994 was Siepi een veelgevraagd artiest (vooral als vertolker van Mozart en Verdi, maar ook van Wagner en Moessorgski) omwille van zijn voorkomen en van zijn diepe, sonore en beweeglijke stem. Hij zong 24 seizoenen (van 1950 tot 1974), bij de Metropolitan Opera in New York en trad daarnaast ook op in Milaan, in Wenen en op de Salzburger Festspiele.
Siepi maakte vele plaatopnames (onder meer vijf van Don Giovanni), met als hoogtepunt de versie die gedirigeerd werd door Wilhelm Furtwängler (met Elisabeth Schwarzkopf, 1953). Eveneens belangrijk is Le nozze di Figaro gedirigeerd door Erich Kleiber, waarin hij de rol van Figaro had (met Lisa Della Casa, 1955). Hij zong met evenveel verve Verdi (Filips II in Don Carlos, Fiesco in Simon Boccanegra, Silva in Ernani) en Franse werken (Méphisto in Faust van Gounod). Hij nam tweemaal het Requiem van Giuseppe Verdi op onder de leiding van Arturo Toscanini.
Zijn allerlaatste rol was die van Oroveso (in Norma van Bellini) in 1994. De Bulgaarse bas Nicolai Ghiaurov volgde Siepi op bij de Scala te Milaan. Siepi zelf ging in Florida wonen.
- Bibsys: 1058605
- Biblioteca Nacional de España: XX875001
- Bibliothèque nationale de France: cb13899769w (data)
- Catàleg d'autoritats de noms i títols de Catalunya: 981058600829006706
- CiNii: DA04086482
- Gemeinsame Normdatei: 12452091X
- International Standard Name Identifier: 0000 0000 8408 1143
- Library of Congress Control Number: n82063125
- Nationale Bibliotheek van Letland: 000305945
- MusicBrainz: 4087df15-794b-45af-bc3b-9cf3c5eb9fbd
- Nationale Bibliotheek van Tsjechië: js20101013003
- Nationale Bibliotheek van Israël: 987007424512905171
- Nederlandse Thesaurus van Auteursnamen: 073207624
- Istituto Centrale per il Catalogo Unico: REAV097865
- SNAC: w69w1trr
- Système universitaire de documentation: 084289430
- Virtual International Authority File: 110831574
- WorldCat: E39PBJm9c3CyMhfvgb47Bwqmh3